# William Hatcher
William S. Hatcher (Charlotte, 20 settembre 1935 – Stratford, 27 novembre 2005) è stato un filosofo, matematico e educatore canadese. Membro della Fede bahai Conseguì un Dottorato di ricerca in matematica presso la Università di Neuchâtel e due lauree superiori alla Università Vanderbilt in Tennessee. Specializzato nello studio di combinazioni filosofiche tra scienza e religione, per oltre trent'anni ricoprì varie posizioni in università del Nord America, Europa e Russia.

## Filosofia
Anche se diede contributi significativi ai campi della matematica e della filosofia, Hatcher è forse più noto per lo sviluppo di una sua prova dell'esistenza di Dio basata sulla logica di primo ordine, e per il suo contributo a favore di un sistema transculturale di etica.
Nei suoi libri Love, Power, and Justice, e Minimalism, Hatcher tenta di dimostrare l'esistenza di Dio, affrontando molte delle critiche sollevate contro precedenti filosofi teisti. Hatcher ammette che il suo argomento non dimostra l'esistenza di Dio in una religione particolare, afferma però che la sua argomentazione supporta l'esistenza di un Dio che definisce come unico, universale, e causa non causata.
Scritta nella logica di primo ordine, la prova di Hatcher sull'esistenza di Dio si basa su tre assiomi che egli chiama "empiricamente fondati" e un presupposto a priori che "qualcosa esiste."
Gli assiomi sono:
- P1. Il principio di ragione sufficiente: tutti i fenomeni sono o auto-provocati (ad esempio A→ A) o causati da altri (B→ A; B non è uguale ad A), ma non entrambi. In altre parole, questo principio afferma che la domanda "perché?" ha sempre senso. Tutto accade per una ragione.
- P2. Il principio di potenza: se A→ B allora per ogni elemento C di B, A→ C. In altre parole, se A è la causa di B, allora A è la causa di ogni parte di B. Vi sono diverse nozioni di causalità in filosofia. La nozione di Hatcher è causalità totale, cioè non è la goccia che fa traboccare il vaso, ma le 10000 gocce prima di essa e, il vaso, la gravità, e così via, che danno origine al traboccamento del vaso.
- P3. Il principio di limitazione: per tutti gli A, dove A è un elemento di B, B→ A non regge. Questo spiega che un sistema (che Hatcher rappresenta come serie) non può essere la causa dei propri componenti. Hatcher giustifica ciò spiegando che un qualsiasi sistema ha (1) forma (le sue parti) e (2) funzione (il rapporto tra le parti). Una vettura (il sistema) non può essere la causa del suo stesso volante (una parte), perché la vettura logicamente non esiste nemmeno fino a che non esiste il volante. Così l'esistenza della vettura non può precedere l'esistenza del volante.

Hatcher dimostra che la logica conseguenza di questi 3 assiomi, insieme al presupposto sopra citato, è l'esistenza di una "unica, universale, causa non causata".
La prova di Hatcher può essere scaricata qui
Nel corso di tale trattato, Hatcher si sforza di rendere espliciti le sue ipotesi (i suoi assiomi) e il suo modus operandi (la logica del primo ordine). A differenza di molte prove su Dio (a cominciare con la prova avanzata da Aristotele), la prova di Hatcher non si appella all'assurdità di una regressione infinita di cause. Hatcher sostiene che, poiché la sua prova è formulata in logica di primo ordine, si deve invalidare uno o più dei suoi tre assiomi a base empirica, per confutarla. Allo stesso tempo, egli dimostra che fare così è difficile in quanto ci si impegnerebbe in credenze non comunemente accettate dalla comunità scientifica, come ad esempio l'esistenza di sistemi non-causali (qualcosa mai attualmente osservato).
In Love, Power and Justice, Hatcher delinea un sistema di etica basato sul principio che vi è una natura umana universale. Per comprovarlo, spiega come tutti i bambini appena nati rispondano positivamente all'amore e negativamente alla crudeltà e all'odio.
Hatcher parla anche di valore intrinseco ed estrinseco. Il valore estrinseco non è una proprietà dell'oggetto stesso, ma è un valore socialmente conferito, ad esempio, il valore dato dalla società al denaro. Il valore intrinseco invece è inseparabile dall'oggetto stesso. Mentre il valore estrinseco può essere determinato mediante l'osservazione, il valore intrinseco viene scoperto con la riflessione. Hatcher crede che gli esseri umani abbiano un valore intrinseco, simile alla nozione kantiana della nostra umanità. Afferma che se non scopriamo il nostro valore intrinseco, lo cerchiamo altrove, attraverso mezzi quali la concorrenza e l'antagonismo.

## Rapporti con la Fede Bahá'í
Hatcher scoprì la Fede Bahá'í da studente. Aderì alla fede Bahá'í nel 1957, scrivendo successivamente una lettera alla facoltà di Yale che spiegava alla Divinity School dellUniversità di Yale, le sue ragioni per rifiutare di iscriversi presso la facoltà dove era stato recentemente ammesso. Trascorse quindi i successivi decenni dedicandosi alla Comunità baha'i e al suo sviluppo amministrativo, a livello locale e nazionale, negli Stati Uniti, Svizzera, Russia e Canada.
Hatcher ha fatto parte dell'Assemblea spirituale Nazionale dei Baha'i del Canada (1983-1991), nonché delle Assemblee Spirituali Nazionali iniziali della Svizzera (1962-65) e della Federazione Russa (1996). Ha vissuto in Russia dal 1993 al 1998. È stato inoltre membro fondatore della Associazione per gli Studi Bahai.
Alla sua morte, in un messaggio di cordoglio, la Casa Universale di Giustizia (l'organismo internazionale che sovrintende la Fede bahá'í) dichiarò: "il mondo bahá'í ha perso una delle sue menti più brillanti, una delle sue penne più prolifiche..."

## Opere
Hatcher è uno degli otto filosofi platonisti elencati dalla Encyclopédie Philosophique Universelle nella seconda metà del XX secolo.
Hatcher è autore di oltre cinquanta monografie, libri e articoli di scienze matematiche, logica e filosofia. Tra le sue pubblicazioni, si annoverano: 
- The Foundations of Mathematics (1968)
- Absolute Algebra (1978)
- The Science of Religion (1980)
- The Logical Foundations of Mathematics (1982)
- The Baha'i Faith: The Emerging Global Religion (1984)
- Logic and Logos: Essays on Science, Religion and Philosophy (1990)
- The Law of Love Enshrined (1996)
- The Ethics of Authenticity (1997)
- Love, Power, and Justice (1998)
- Minimalism: A Bridge between Classical Philosophy and the Baha'i Revelation (2002)

## Voci correlate

Stella bahai, indiretto simbolo della fede